# Мігель де Пас
Мігель де Пас (ісп. Miguel de Paz, 31 січня 1961) — іспанський хокеїст на траві.
Срібний призер Олімпійських Ігор 1980 року, учасник 1984, 1988 років.